# Mark Ryder
Mark Ryder (Belfast, 7 dicembre 1989) è un attore britannico.

## Biografia
Nasce nel 1989 a Belfast, nell'Irlanda del Nord e debutta sul grande schermo nel 2009 nel film Five Minutes of Heaven. Ricopre un ruolo minore nel film diretto da Ridley Scott Robin Hood nel 2010 e l'anno successivo entra nel cast della serie televisiva franco-tedesca I Borgia nel ruolo di Cesare Borgia.

## Filmografia

### Cinema
- Five Minutes of Heaven, regia di Oliver Hirschbiegel (2009)
- Robin Hood, regia di Ridley Scott (2010)
- Albatross, regia di Niall MacCormick (2011)
- Good Vibrations, regia di Lisa Barros D'Sa e Glenn Leyburn (2012)
- Red Snake (Soeurs d'armes), regia di Caroline Fourest (2019)
- The Bunker Game, regia di Roberto Zazzara (2022)

### Televisione
- Small Island, regia di John Alexander - film TV (2009)
- Coming Up – serie TV, episodio 8x05 (2010)
- I Borgia (Borgia) – serie TV, 38 episodi (2011-2014)
- Motive – serie TV, episodio 4x08 (2016)
- City on a Hill – serie TV, 13 episodi (2019-2022)
- Law & Order - I due volti della giustizia – serie TV, episodio 23x04 (2024)

## Doppiatori italiani
Nelle versioni in italiano delle opere in cui ha recitato, Mark Ryder è stato doppiato da:
- Edoardo Stoppacciaro in I Borgia, The Bunker Game
- Davide Perino in Motive
- Emiliano Coltorti in Red Snake
- Massimiliano Alto in City on a Hill